# Meira (parroquia)
Meira (llamada oficialmente Santa María de Meira) es una parroquia y una villa española del municipio de Meira, en la provincia de Lugo, Galicia.

## Organización territorial
La parroquia está formada por veinticinco entidades de población:
- Cabana
- Carballal (O Carballal)
- Casanova (A Casanova)
- Casas Novas (As Casas Novas)
- Cercado (O Cercado)
- Corvaceiras (As Corvaceiras)
- Enfermería (A Enfermería)
- Fontes
- Grañanova
- Irimia Alta
- Irimia Baixa
- Lagoa (A Lagoa)
- Leiras
- Meira
- Paredes
- Pena (A Pena)
- Piñeiro
- Rielo
- Riocabo
- Riolongo (Regolongo)
- Touzón (O Touzón)
- Val da Cal (O Val da Cal)
- Valiña (A Valiña)
- Vilar de Mouros
- Vilaxuso

## Demografía

### Parroquia
| Gráfica de evolución demográfica de Meira (parroquia) entre 2000 y 2020 |
|                                                                         |
| Datos según el nomenclátor publicado por el INE.                        |

### Villa
| Gráfica de evolución demográfica de Meira (villa) entre 2000 y 2020 |
|                                                                     |
| Datos según el nomenclátor publicado por el INE.                    |

## Patrimonio
En la parroquia está situado el antiguo monasterio cisterciense de Santa María de Meira, que en su origen dependía de la abadía madre de Claraval.